# Bisbat de Gómez Palacio
El bisbat de Gómez Palacio (castellà: Diócesis de Gómez Palacio, llatí: Dioecesis Gomez-Palaciensis) és una seu de l'Església Catòlica a Mèxic, sufragània de l'arquebisbat de Durango, i que pertany a la regió eclesiàstica Vizcaya-Pacifico. Al 2013 tenia 468.000 batejats sobre una població de 585.000 habitants. Actualment està regida pel bisbe José Fortunato Álvarez Valdéz.

## Territori
La diòcesi comprèn la part oriental de l'estat mexicà de Durango. Pertanyen a la diòcesi els municipis de Gómez Palacio, Lerdo, San Juan de Guadalupe, General Simón Bolivar, Santa Clara, Nazas, San Luis del Cordero, San Pedro del Gallo, Tlahualilo, Mapimí i part del municipi de Cuencamé.
La seu episcopal és la ciutat de Gómez Palacio, on es troba la catedral de Mare de Déu de Guadalupe.
El territori s'estén sobre 27.405 km², i està dividit en 38 parròquies.

## Història
La diòcesi va ser erigida el 25 de novembre de 2008 mitjançant la butlla del Papa Benet XVI, prenent el territori de l'arquebisbat de Durango.

## Cronologia episcopal
- José Guadalupe Torres Campos (25 de novembre de 2008 - 20 de desembre de 2014 nomenat bisbe de 
Ciudad Juárez)
- José Fortunato Álvarez Valdéz, des del 30 de desembre de 2015

## Estadístiques
A finals del 2013, la diòcesi tenia 468.000 batejats sobre una població de 585.000 persones, equivalent al 80,0% del total.
| any  | població | població | població | sacerdots | sacerdots       | sacerdots       | sacerdots             | diaques | religiosos | religiosos | parròquies |
| ---- | -------- | -------- | -------- | --------- | --------------- | --------------- | --------------------- | ------- | ---------- | ---------- | ---------- |
| any  | batejats | total    | %        | total     | clergat secular | clergat regular | batejats por sacerdot | diaques | homes      | dones      |            |
| 2008 | 475.129  | 531.465  | 89,4     | 49        | 49              |                 | 9.697                 |         | 11         | 59         | 38         |
| 2012 | 464.000  | 580.000  | 80,0     | 52        | 51              | 1               | 8.923                 |         | 10         | 83         | 39         |
| 2013 | 468.000  | 585.000  | 80,0     | 51        | 50              | 1               | 9.176                 |         | 9          | 67         | 38         |